# Stari Ledinci
Stari Ledinci (v srbské cyrilici Стари Лединци) je vesnice v srbské autonomní oblasti Vojvodina, nacházející se na severním svahu pohoří Fruška Gora. Administrativně je součástí opštiny Petrovaradín ve městě Novi Sad. Jedná se o příměstskou oblast Nového Sadu a oblíbené výletní místo a startovní bod pro výpravy do pohoří Fruška Gora a k Ledinackému jezeru. 
Celá obec se nachází v údolí potoka Tavni potok, blíže k pohoří Fruška Gora. Níže a dále po proudu se nachází Novi Ledinci.
První písemná zmínka o obci pochází z roku 1438 z uherských záznamů. V obci se nachází pravoslavný kostel sv. Mikuláše a modernistický památník padlých bojovníků (partyzánů).